# یارو فورت
یارو فورت (آلمانی: Jaro Fürth؛ ۲۱ آوریل ۱۸۷۱ – ۱۲ نوامبر ۱۹۴۵) یک هنرپیشه اهل اتریش بود.
از فیلم‌ها یا برنامه‌های تلویزیونی که وی در آن نقش داشته است می‌توان به شیطان، مجسمه نیم‌تنه یانوس و خیابان اندوه اشاره کرد.